# بیسترا
بیسترا (به لهستانی: Bystra) یک روستا در لهستان است که در Gmina Radziechowy-Wieprz واقع شده‌است. بیسترا ۹۴۶ نفر جمعیت دارد.